# Flugplatz Gamboula

i7
i11
i13
Der Flugplatz Gamboula (französisch Aérodrome de Gamboula, ICAO-Code: FEGG) ist der Flugplatz von Gamboula, einer Stadt in der Präfektur Mambéré-Kadéï im Westen der Zentralafrikanischen Republik.
Der Flugplatz liegt nordöstlich der Stadt auf einer Höhe von 610 Metern. Seine Start- und Landebahn ist unbefestigt und liegt parallel zur Route nationale 6. Sie verfügt nicht über eine Befeuerung. Der Flugplatz kann nur tagsüber und nur nach Sichtflugregeln angeflogen werden. Er verfügt nicht über reguläre Passagierverbindungen. In der Regenzeit kann es zu Nutzungseinschränkungen kommen.